# فرديناند فيفري
فرديناند فيفري (بالفرنسية: Ferdinand Faivre)‏ هو نحات فرنسي، ولد في 8 أكتوبر 1860 في مارسيليا في فرنسا، وتوفي في 19 أغسطس 1937.